# Vladimír Bejček
Vladimír Bejček je český ekolog a vysokoškolský pedagog, zabývá se ekologií ptáků a savců. V roce 2015 se stal děkanem Fakulty životního prostředí České zemědělské univerzity (FŽP ČZU), na jejímž založení se podílel.

## Vzdělání a zaměstnání
Po vystudování Přírodovědecké fakulty Univerzity Karlovy začal pracovat v Ústavu krajinné ekologie jako vědecký aspirant a později vědecký pracovník, později pracoval také v Ústavu aplikované ekologie VŠZ v Kostelci nad Č. L. Po revoluci se habilitoval na LF ČZU v oboru ekologie, kde získal v roce 2002 také profesuru.
Od roku 2006 je vedoucím katedry ekologie a životního prostředí Fakulty lesnické a dřevařské (dříve environmentální) České zemědělské univerzity v Praze a po jejím rozdělení v roce 2007 vedoucí katedry ekologie FŽP ČZU v Praze, od roku 2010 proděkan pro VaV FŽP ČZU v Praze a od roku 2015 jejím děkanem. Byl jedním z hlavních aktérů vzniku samostatné FŽP.
Vladimír Bejček zastává či zastával členství v mnoha odborných společnostech. Například v Radě Agentury ochrany přírody a krajiny v ČR, České společnosti ornitologické, České společnost pro ekologii či vědeckých radách na českých vysokých školách. Stal se členem redakčních rad odborných časopisů jako např. Ochrana přírody, Agricultura Tropica et Subtropica aj. a jedním ze dvou šéfredaktorů mezinárodního vědeckého impaktovaného časopisu „Folia Zoologica“.
V oboru ekologie vykonává také praktickou činnost, je soudním znalcem v oboru Ochrana přírody, držitelem dvou autorizačních oprávnění (naturová hodnocení, biologická hodnocení) a autorem několika desítek biologických hodnocení a expertních studií, zaměřených na řešení klíčových problémů v ochraně přírody (NP Šumava, výstavba větrných elektráren v lokalitách Natura 2000, revitalizace rašelinišť, metodické pokyny pro naturová hodnocení a další).
Za svou pedagogickou kariéru se stal garantem studijních programů, oborů a předmětů, školil desítky vědeckých aspirantů a doktorandů a vedl více než 100 obhájených diplomových a bakalářských prací. Vystupuje také v médiích, kde komentuje kauzy blízké jeho specializaci.

## Dílo

### Vědecké články
Publikoval přes 250 článků ve vědeckých a odborných časopisech, značná část v nich v prestižních impaktovaných časopisech (např. Population Ecology, Folia Zoologica, Helmithologia či Biodiversity and Conservation).

### Knihy
Je autorem či spoluautorem 37 knih a monografií. Vybrané tituly:
- Šťastný K., Bejček V., Hudec K. 2006: Atlas hnízdního rozšíření ptáků v České republice 2001 – 03. Aventinum Praha. 463 str. (ceny: 1. Cena ministra životního prostředí 2006, 2. Cena Josefa Hlávky 2007, 3. Mapa roku 2006)

- Bejček V., Šťastný K., Hudec K. 1995: Atlas zimního rozšíření ptáků v České republice 1982 – 1985. H&H Jinočany a MŽP ČR. 270 str.

- Bejček in Hudec K., Šťastný K. a kol. 2005: Fauna ČR. Ptáci 2/I a II. Academia Praha. 1203 pp.

- Bejček V. in Šťastný K., Hudec K. (eds.) 2011: Ptáci 3. Fauna ČR. Academia Praha. 1189 str.

- Bejček V., Šťastný K. 2006: Encyklopedie ptáků. Rebo Production Lisse, 288 str.

- Bejček V. 1988: Zugvögel. Dausin, Hanau am Main, 223 str. (další vydání: 1992, 1994: Trekvogels. R&B Lisse, Nederland, 224 pp.; 1989: Migratory birds. Octopus Books, London, 224 pp.)

- Bejček, V., Šťastný, K., Verhoef, E. 2010: Ptáci. REBO Productions – CZ. 600 str.